# 郑州话
郑州话属中原官话郑开片，一般指除巩义市和登封市（操中原官话洛嵩片）以外郑州市行政区划内及周边地区如原阳县南部和开封市西部大部分居民所操官话方言，拥有庞大的本地母语人口。根据其夹杂河南土语的比例、声调差异和语音现象，可分为市区话与郑县话。市区话是河南口音与普通话的混合产物，来源于计划经济时代来自北京、上海、江苏等地前来建设郑州工业基地的砂轮厂、国棉厂等工厂的外省移民，形成于20世纪五十年代末期，现主要通行于五六十年代老厂区和计划经济时代工人聚居的金水区和中原区一带。其特有词汇和吸收的土语极少，除其声调存在差异外，与普通话无明显区别。郑县话又称老郑州话，主要指民国时期原郑县，现惠济区、新郑市、荥阳市、中牟县、郑州老城及周边村落的原住民所操的郑州方言。今新郑话、老城话和郑州市内的外围郊区在很大程度上保留了郑县话的原貌。现今市区话和郑县话均不区分或不严格区分尖团音，词汇上与开封话较为接近，但声调存在一定区别，与普通话均能通话。
随着20世纪90年代后大量来自周边操洛嵩片、信蚌片、南鲁片中原官话、晋语和冀鲁官话的县市移民汇入，市区话渐渐成为这些移民及其后代实际上所操的口音。随着普通话和九年义务教育的普及、因实用性原因导致本就和普通话相似的河南方言日渐式微，在郑州市区内接受教育的青少年绝大部分以普通话为母语。即使在通郑州话的年轻人群体当中，相当部分郑州市区长大的年轻人也只粗通市区话。实际沟通中，与郑开片和洛嵩片的中原官话由于词汇、音素及语音现象的不同（如尖团音和省音现象）存在不同程度的沟通障碍，甚至在部分语境下无法通话。

## 市区话与郑县话的简略对比
郑县话存在丰富的名词、俗语、歇后语和动词，与普通话存在相当大的区别。市区话虽然除声调外更接近普通话，但仍然吸收了部分郑州土语。两者共通点主要集中在语气词、感叹词和詈语。以下举例因人而异：
市区话吸收的土语举例：
- “中” [zhong]：1.表肯定或赞赏。例：“你真中！”你真厉害。2.表示行为完成或一种正常存活的状态，例1：“饭做中了没？”饭做好了没；例2：“前天打雷劈了一个人，当时就不中了”前天打雷劈了一个人，人当时就不行了。
- “得劲儿” [daijinr]：称赞，表漂亮、舒服。
- 别[bai/bao]：“别”字的异读。不要。
- “夬夬咧”，[guaiguai lei]：惊叹词。
- “噫” [yi，拖长音]：语气词，表感叹、怜悯或嫌弃。
- “挟邩” [xiehuo]：尖叫，大喊，训斥。
- “布袋儿” [budar]：口袋。
- “缏” [bian]：卷起裤腿或衣袖。
- “淤” [yu]：灶具的内容物溢出。
- “搦” [nuo]：抓紧，攥手心。
- “攉” [huo]：泼，倒。
- 瀽[gān]：洒了（被动）。
- “哕” [yue]：呕吐。
- “屙” [e]：排便。
- “艮” [gen]：形容因为过硬而无法咬动的食物，或因为过硬而感到不舒适的家具等。
- “冇” [mao, mou, mo, mu]：没有。
- “抪拉” [bula]：以拍打或抹来去除。
- “悫” [quo]：诓骗。
- “成色” [chengsei]：出息。
- “排场” [paichang]：漂亮，面子。
- “芫荽” [yansui]：香菜。

除以上词汇外，常见于郑县话、新郑话和中牟话，而市区话较少见的土语：
- “绊” [bān]：摔。
- “酥” [sú]：粉碎，坏掉（尤指摔坏、摔碎的东西）。
- “这这儿” [zhènzhor]：现在。
- “夜儿黑” [yǎrhè/yǎrhéi]：昨晚。
- “前儿/后儿个” [qiàrge/hoùrge]：前天/后天。
- “那院” [náyuan]：隔壁。
- “癔症” [yìzeng]：用于词组“发癔症”，指发呆、说梦话、说胡话。
- “懊糟” [áozao]：令人不快或恶心的东西。
- “苦楚” [kúchu]：皱，憔悴。
- 谷堆[gúdui]：指往边上移动以让开位置。新郑话中意为“蹲”。
- “悠” [yoú]：甩绳子。
- “吃桌” [chīzhuó]：吃酒席。
- “雅” [yà]：时髦。
- 聑[tiè]：厉害。
- “眵目糊” [címàhú]：眼角分泌物。
- “马虎瞪” [màhudéng]：迷糊的人、粗心的人。
- [bùlin]：条状伤疤。
- 打拌儿[dābér]：暂停。
- [wùruar]：揉起来。
- 季鸟 [jìnor]：蝉。
- 脊梁 [jíniàng]：背。
- 秦椒 [qìnqiao]：辣椒。
- 布衫[bùsan]：衣服。
- 胡乱[lúlàn]：无规律的缠绕。